# Macrocarpaea weaveri
Macrocarpaea weaveri är en gentianaväxtart som beskrevs av Jason Randall Grant. Macrocarpaea weaveri ingår i släktet Macrocarpaea och familjen gentianaväxter. Inga underarter finns listade i Catalogue of Life.